# Đồng Nguyên
Đồng Nguyên là một phường thuộc tỉnh Bắc Ninh, Việt Nam.

## Địa lý
Phường Đồng Nguyên có vị trí địa lý:
- Phía đông giáp phường Tam Sơn
- Phía tây giáp phường Phù Khê
- Phía nam giáp phường Từ Sơn và xã Đại Đồng.

Phường Đồng Nguyên có diện tích 12,64 km², dân số 46.023 người, mật độ dân số đạt 3.641 người/km².

## Lịch sử
Trước Cách mạng Tháng Tám năm 1945, địa bàn phường Đồng Nguyên hiện nay tương ứng với bốn xã Vĩnh Kiều, Lễ Xuyên, Tam Lư và Cẩm Đường thuộc tổng Tam Sơn, huyện Đông Ngàn.
Sau Cách mạng tháng Tám năm 1945, đơn vị hành chính cấp tổng bị giải thể, đơn vị hành chính cấp xã cũ được giữ nguyên và trực thuộc huyện Từ Sơn. Năm 1948, các xã Tam Lư, Vĩnh Kiều và Lễ Xuyên hợp nhất thành xã Lư Vĩnh Xuyên.
Ngày 9 tháng 7 năm 1949, Ủy ban Kháng chiến Hành chính Liên khu I ra Quyết định số 422PC/2 sáp nhập hai xã Cẩm Đường và Lư Vĩnh Xuyên thành xã Đồng Nguyên.
Ngày 24 tháng 9 năm 2008, Chính phủ ban hành Nghị định 01/NĐ-CP. Theo đó:
- Chuyển huyện Từ Sơn thành thị xã Từ Sơn
- Điều chỉnh 25,7 ha diện tích tự nhiên và 1.121 người của xã Đồng Nguyên về phường Đông Ngàn mới thành lập
- Thành lập phường Đồng Nguyên thuộc thị xã Từ Sơn trên cơ sở toàn bộ 688,29 ha diện tích tự nhiên và 15.423 người còn lại của xã Đồng Nguyên.

Ngày 1 tháng 11 năm 2021, thành lập thành phố Từ Sơn trên cơ sở toàn bộ diện tích và dân số của thị xã Từ Sơn, phường Đồng Nguyên thuộc thành phố Từ Sơn như hiện nay.
Ngày 16 tháng 6 năm 2025, Ủy ban Thường vụ Quốc hội ban hành Nghị quyết số 1658/NQ-UBTVQH15 của UBTVQH về việc sắp xếp các đơn vị hành chính cấp xã của tỉnh Bắc Ninh năm 2025. Theo đó, sắp xếp toàn bộ diện tích tự nhiên, quy mô dân số của các phường Trang Hạ, Đồng Kỵ và Đồng Nguyên thành phường mới có tên gọi là phường Đồng Nguyên.

## Địa chỉ trụ sở các cơ quan
- Trụ sở UBND phường: Đường Nguyễn Văn Cừ, khu phố Thanh Bình, phường Đồng Nguyên (nguyên là trụ sở UBND phường Đồng Kỵ)
- Trung tâm phục vụ hành chính công: Tầng 1 trụ sở UBND phường Đồng Nguyên, đường Nguyễn Văn Cừ, khu phố Thanh Bình, phường Đồng Nguyên
- Công an phường: Tỉnh lộ 277, phường Đồng Nguyên (nguyên là trụ sở UBND phường Trang Hạ)

## Di tích
- Đình Tam Lư